# Julio Aróstegui Sánchez
Julio Aróstegui Sánchez (1939-2013) fou un historiador espanyol especialista en l'edat contemporània, especialment en la Guerra Civil espanyola.
Professor d'Ensenyament Mitjà a Salamanca en els anys 70. Més tard, fou nomenat catedràtic d'Història Contemporània de la Universitat Complutense de Madrid i director de la càtedra extraordinària Memòria Històrica del Segle XX. Va ser també professor de les Universitats del País Basc i Carlos III de Madrid. També és col·laborador de diverses revistes i publicacions periòdiques.
Va començar les seues investigacions sobre el carlisme i va anar evolucionant cap a l'estudi del segle xx i en concret el moviment obrer espanyol, la guerra civil i l'anomenada Història del Presente, que tracta temes com ara el franquisme o la transició, a més de tractar la problemàtica de la violència política en la història actual.
Fou un dels historiadors espanyols que més atenció va dedicar als problemes teòrics de la Història i de la seva investigació i mètode.

## Obres
- El carlismo alavés y la guerra civil (1970)
- Historia y memoria de la guerra civil (1988)
- Violencia y Política en España (1994)
- La investigación histórica: Teoría y método (1995)
- La guerra civil, 1936-1939: la ruptura democrática (1996)
- La transición (1975-1982) (2000)
- El Carlismo y las Guerras Carlistas. Hechos, hombres e ideas (2003)
- La Historia Vivida. Sobre la Historia del Presente (2004)
- Guerra civil. Mito y memoria (com a director) (2006)
- Por qué el 18 de julio...y después (2006)

### Obres col·lectiu
- Historia y memoria de la guerra civil : encuentro en Castilla y León : Salamanca, 24-27 de septiembre de 1986 (Coord) (1988)
- Una antología política (Junto a Julio Valdeón) (1999)
- Castilla y el 98 (como coordinador junto a J. A. Blanco) (2002)
- El carlismo y las guerras carlistas : hechos, hombres e ideas (Junto a Jordi Canal, Eduardo González Calleja) (2003)
- El mundo contemporáneo. Historia y problemas (Como director junto con Cristian Buchruker y Jorge Saborido) (2005)
- Por qué el 18 de julio...y después (2006)
- Guerra civil. Mito y memoria (como director) (2006)
- El último frente. La resistencia armada antifranquista en España 1939-1952 (como director junto con Jorge Marco) (2008)
- Une guerre de papier: la presse basque antifasciste dans les années trente (Junto a Severiano Rojo Hernández) (2011)
- Franco: la represión como sistema (coordinador) (2012)
- De Genocidios, Holocaustos, Exterminios (com a coordinador conjuntament amb Jorge Marco i Gutmaro Gómez Bravo) (2012)